# Miloš Borisov
Miloš Borisov (in montenegrino Милош Борисов; Bijelo Polje, 3 settembre 1985) è un cestista montenegrino.

## Palmarès
- Lega Adriatica: 1

Hemofarm Vršac: 2004-05
- Campionato ungherese: 1

Szolnoki Olaj: 2015-16